# (145709) Rocknowar
(145709) Rocknowar — астероид в поясе астероидов, найденный итальянским астрономом Эрмесом Коломбини 28 сентября 1981 года в Обсерватории Сайдинг-Спринг в Австралии.

Орбита астероида Rocknowar и его положение в Солнечной системе

## Название
Rock No War — интернациональное сообщество волонтёров, основанное в 1998 в Формиджине, помогающее детям во всём мире.